# Alexander Mitsos
Alexander Mitsos (* 1976 in Athen) ist ein deutscher Chemieingenieur und Hochschullehrer. Er ist Professor für Systemverfahrenstechnik an der RWTH Aachen und Direktor des Institusbereichs „IEK-10 Energy Systems Engineering“ am Forschungszentrum Jülich.

## Leben
Von 1994 bis 1999 studierte Alexander Mitsos Chemieingenieurwesen an der Universität Karlsruhe. Im Jahr 2006 folgte seine Promotion in Chemieingenieurwesen am Massachusetts Institute of Technology (MIT). Anschließend arbeitete Mitsos in der RES Group Inc. und danach als Gruppenleiter an dem Aachen Institute for Advanced Study in Computational Engineering Science (AICES) an der RWTH. Von 2009 bis 2012 war er als Juniorprofessor an dem Massachusetts Institute of Technology tätig. Seit 2012 ist Mitsos Professor an der RWTH Aachen und leitet die Systemverfahrenstechnik. Darüber hinaus übernahm er seit 2017 als Direktor den Institutsbereich IEK-10 Energy Systems Engineering am Forschungszentrum Jülich.
Mitsos ist Editor für die Journale ScienceAdvances, Computers and Chemical Engineering, Journal of global optimization und Journal of Optimization Theory and Applications.

## Preise
- CAST Outstanding young researcher award[7]
- Journal of global optimization paper award[8]

## Schriften (Auswahl)
- Mitsos, A., Chachuat, B., & Barton, P. I. (2009). McCormick-based relaxations of algorithms. SIAM Journal on Optimization, 20(2), 573–601.[9]
- Mitsos, A., Lemonidis, P., & Barton, P. I. (2008). Global solution of bilevel programs with a nonconvex inner program. Journal of Global Optimization, 42(4), 475–513.[10]
- Bongartz, D., & Mitsos, A. (2017). Deterministic global optimization of process flowsheets in a reduced space using McCormick relaxations. Journal of Global Optimization, 69(4), 761–796.[11]
- Schweidtmann, A. M., & Mitsos, A. (2019). Deterministic global optimization with artificial neural networks embedded. Journal of Optimization Theory and Applications, 180(3), 925–948.[12]
- Noone, C. J., Torrilhon, M., & Mitsos, A. (2012). Heliostat field optimization: A new computationally efficient model and biomimetic layout. Solar Energy, 86(2), 792–803.[13]

## Software
- Global optimization solver MAiNGO[14]
- Machine learning modeling and optimization tool MeLOn[15]